# Nymphon pfefferi
Nymphon pfefferi is een zeespin uit de familie Nymphonidae. De soort behoort tot het geslacht Nymphon. Nymphon pfefferi werd in 1923 voor het eerst wetenschappelijk beschreven door Loman. 